# Галтофани (Валча)
Галтофани (рум. Gâltofani) насеље је у Румунији у округу Валча у општини Николаје Балческу. Oпштина се налази на надморској висини од 409 m.

## Становништво
Према подацима из 2002. године у насељу је живело 107 становника, од којих су сви румунске националности.